# De vergissing van Descartes
De vergissing van Descartes: Gevoel, verstand en het menselijk brein is een boek uit 1994 van de neuroloog Antonio Damasio dat gebaseerd is op zijn eerdere wetenschappelijke werk. In dit boek beargumenteert Damasio dat emotie en rede niet gescheiden zijn, maar aan elkaar gekoppeld en zelfs afhankelijk van elkaar zijn. Deze combinatie van emotie en verstand vormen de basis van rationeel denken. De oorspronkelijke titel is Descartes' Error: Emotion, Reason, and the Human Brain.
De titel van het boek verwijst naar de filosoof René Descartes, die wereldberoemd werd met zijn uitspraak "Ik denk, dus ik ben" (cogito ergo sum). Descartes geeft hiermee aan dat geest en lichaam gescheiden zijn. Damasio stelt in zijn boek echter dat onze rationele activiteiten, onze cognitie, gebaseerd zijn op onze emoties en dat onze emoties een lichamelijke status als basis hebben. Het uitgangspunt dat emotie en lichamelijke status gekoppeld in de hersenen worden opgeslagen, wordt de somatische-stempelhypothese genoemd. Als voorbeeld van de lichamelijke invloed op de geest noemt Damasio onder andere het geval van Phineas Gage.
Andere titels van Damasio zijn onder andere Het gelijk van Spinoza en Ik voel dus ik ben.

## Bibliografische gegevens
Antonio R. Damasio, De vergissing van Descartes, Wereldbibliotheek, 1998 (vertaling), ISBN 9028418296